# 郭綸 (弘治進士)
郭綸（1449年—？），字大綸，陝西西安府華州人，民籍，明朝政治人物。

## 生平
陝西鄉試第四十一名舉人。弘治三年（1490年）中式庚戌科會試第一百七十名，三甲第一百二十七名進士。

## 家族
曾祖郭謙；祖父郭整；父郭信，母曹氏；繼母潘氏。慈侍下。